# Florence LaRue

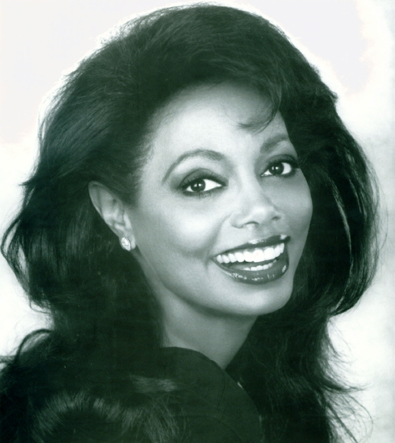
Florence LaRue

Florence LaRue (* 4. Februar 1944 in Plainfield, New Jersey) ist eine US-amerikanische Sängerin und Schauspielerin, die als Mitglied von The Fifth Dimension bekannt wurde.

## Leben
Florence LaRue wurde 1944 in Plainfield (New Jersey) geboren, wuchs jedoch in Glenside (Pennsylvania) auf. Bereits im Kindesalter nahm sie Tanz- und Violinenunterricht. Nachdem ihre Familie nach Los Angeles gezogen war, studierte LaRue am Los Angeles City College sowie an der California State University, wo sie ihren Bachelor of Arts erhielt.
1966 begann LaRue ihre Laufbahn als Sängerin in The Fifth Dimension, deren Leadsängerin sie wurde. So sang sie unter anderem die weibliche Leadstimme in der bekanntesten Single der Gruppe, Aquarius/Let the Sunshine In von 1969. Anfang der 1970er-Jahre war ihre Bandkollegin Marilyn McCoo mehrere Jahre lang die weibliche Leadstimme der Gruppe, ehe sie diese 1975 für eine Solokarriere verließ und LaRue wieder diesen Posten übernahm.
Neben ihrer Laufbahn als Sängerin war LaRue auch als Schauspielerin tätig. So spielte sie unter anderem in dem vom Columbia Broadcasting System produzierten Film Happy an der Seite von Dom DeLuise. Sie trat außerdem in dem Musical Ain’t Misbehavin’ am Broadway auf. Des Weiteren war sie als Gast in mehreren Fernsehshows und Serien zu sehen.
LaRue tritt bis heute mit The Fifth Dimension auf. Die Gruppe nennt sich seit 2009 Florence LaRue & the Fifth Dimension. LaRue ist in fünfter Ehe mit Laurence P. Kantor verheiratet. Sie hat ein Kind aus einer früheren Ehe mit ihrem Manager Marc Gordon.

## Diskografie

### Extended Plays
- 1977: Everybody Wants To Call You Sweetheart

### Singles
- 1996: I Knew You When (Duett mit Bob Gallarza für dessen Album Visions)
- 2006: Joy to the World (Duett mit John Fluker für dessen Album J Is For Joy)